# Litiatyn
Litiatyn (ukr. Літятин) – wieś na Ukrainie, w obwodzie tarnopolskim, w rejonie tarnopolskim. W 2001 roku liczyła 775 mieszkańców.
W pobliżu znajduje się przystanek kolejowy Litiatyn, położony na linii Tarnopol – Stryj.

## Historia
Zofia Zamiechowska wypędziła szlachcica Adama Czołowskiego z litiatyńskiej dzierżawy przemocą zbrojną.
W II Rzeczypospolitej miejscowość w powiecie brzeżańskim województwa tarnopolskiego.
W czasie kampanii wrześniowej stacjonował tu III/6 dywizjon myśliwski, a także 151. i 152. eskadry myśliwskie.
26 czerwca 1941 r. nieznani sprawcy (Rosjanie lub Ukraińcy) zamordowali ks. Józefa Szadego. W marcu 1944 r. nacjonaliści ukraińscy z OUN-UPA zamordowali 15 Polaków.
W Litiatynie urodził się Tadeusz Strzałka (1895–1980), polski oficer i działacz niepodległościowy.
Do 2020 w rejonie brzeżańskim.